# Syneora strixoides
Syneora strixoides là một loài bướm đêm trong họ Geometridae.